# Fontenoy-la-Joûte
Fontenoy-la-Joûte – miejscowość i gmina we Francji, w regionie Grand Est, w departamencie Meurthe i Mozela.
Według danych na rok 1990 gminę zamieszkiwało 278 osób, a gęstość zaludnienia wynosiła 26 osób/km² (wśród 2335 gmin Lotaryngii Fontenoy-la-Joûte plasuje się na 771. miejscu pod względem liczby ludności, natomiast pod względem powierzchni na miejscu 558.).

## Populacja

Populacja Fontenoy-la-Joûte w latach 1962–2008